# Nana Patekar
Vishwanath Patekar, noto semplicemente come Nana Patekar (Murud-Janjira, 1º gennaio 1951), è un attore indiano.
Si tratta di uno dei volti più famosi di Bollywood.
Ha recitato in moltissimi film e ricevuto vari premi in patria.

## Filmografia parziale
- Salaam Bombay!, regia di Mira Nair (1988)
- Parinda, regia di Vidhu Vinod Chopra (1989)
- Krantiveer, regia di Mehul Kumar (1994)
- Khamoshi: The Musical, regia di Sanjay Leela Bhansali (1996)
- Bhoot, regia di Ram Gopal Varma (2003)
- Bluffmaster, regia di Rohan Sippy (2005)
- Welcome, regia di Anees Bazmee (2007)
- Raajneeti, regia di Prakash Jha (2010)
- The Attacks of 26/11, regia di Ram Gopal Varma (2013)